# David Trobisch

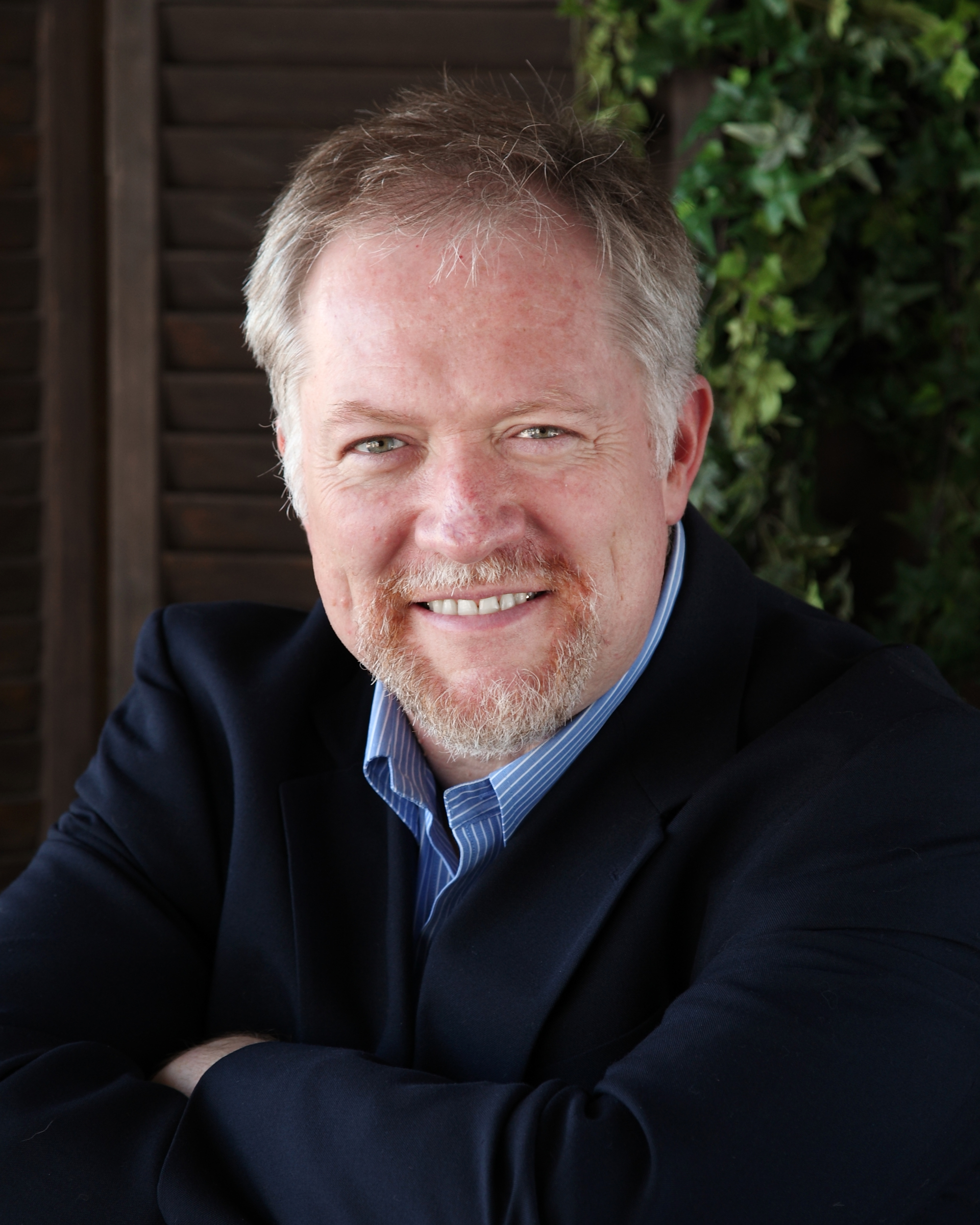
David Trobisch (2010)

David Johannes Trobisch (* 18. August 1958 in Ebolowa, Kamerun) ist ein deutsch-amerikanischer evangelisch-lutherischer Theologe. Sein Fachgebiet ist das Neue Testament, insbesondere die Erforschung der Textkritik.

## Leben
David Trobisch wurde in Kamerun geboren, wo seine Eltern, der deutsche Theologe Walter Trobisch und die US-amerikanische Theologin und Autorin Ingrid Trobisch, geb. Hult, als Missionare im Auftrag der amerikanischen lutherischen Kirche tätig waren. Er war das dritte von fünf Kindern.
1964 zog die Familie nach Österreich. Sein Vater veröffentlichte 1968 ein Buch über Davids Kindheit unter dem Titel Pimpelhubers Abenteuer in Afrika, Amerika und Deutschland, das bis 2000 acht Auflagen erlebte. 1976 erlangte er seine Matura an der HIB Saalfelden, dem heutigen Bundesgymnasium und Sportrealgymnasium HIB Saalfelden. Er studierte Evangelische Theologie an der Augustana-Hochschule Neuendettelsau sowie den Universitäten Tübingen und Heidelberg. 1982 bestand er das 1. Theologische Examen (Magister) in Heidelberg. 1988 wurde er in Heidelberg mit einer von Gerd Theißen betreuten Dissertation über die Entstehungsgeschichte der Paulusbriefsammlung zum Doctor theologiae promoviert.
In seiner 1995 in Heidelberg angenommenen Habilitationsschrift Die Endredaktion des Neuen Testamentes: eine Untersuchung zur Entstehung der christlichen Bibel vertritt er im Gegensatz zu der heute vorherrschenden Meinung die These einer frühen, einheitlichen Endredaktion des neutestamentlichen Kanons im 2. Jahrhundert.
Er lehrte als Hochschulassistent in Heidelberg, 1995/96 an der Southwest Missouri State University in Springfield (Missouri), 1996/97 als Visiting Associate Professor of New Testament an der Yale University und ab 1997 am Bangor Theological Seminary in Bangor (Maine), zunächst bis 2000 als Associate Professor of New Testament und von 2000 bis 2009 als Throckmorton-Hayes Professor of New Testament Language and Literature.
Von 2010 bis 2013 war er als Privatgelehrter, Gutachter und Autor tätig.
2014 berief ihn der Unternehmer Steven Green zum Kurator der Green Collection in Oklahoma City und zum Gründungsdirektor der Sammlungen des im Aufbau befindlichen Museums der Bibel (Museum of the Bible) in Washington, D.C.
Im Gegensatz zu Green gilt Trobisch im amerikanischen Spektrum als a prominent liberal academic. Seine Berufung wurde in Kreisen der akademischen Papyrologie als dramatic step forward for the Green Collection angesehen.
Trobisch hat Wohnsitze in Deutschland, wo seine Frau, sein Sohn und zwei Enkel leben, und in Springfield. In den USA ist er Mitglied der Evangelisch-Lutherischen Kirche in Amerika.

## Wirken
David Trobisch vertritt in seiner 1995 veröffentlichten Schrift über Die Endredaktion des Neuen Testamentes: eine Untersuchung zur Entstehung der christlichen Bibel, im Gegensatz zu der heute vorherrschenden Meinung, die These einer frühen, einheitlichen Endredaktion des neutestamentlichen Kanons im 2. Jahrhundert. Danach seien die Einzelschriften des Neuen Testaments nicht in einem längeren, anonymen Sammlungs- und Ausscheidungsprozess zu einer literarischen Einheit zusammengewachsen; sie sei vielmehr das Produkt einer einmaligen Edition, die bereits den Titel „Neues Testament“ (ἡ Καινή Διαθήκη) trug und von der Altkirche von vornherein als zweiter Teil einer christlichen Bibel, also mit dem Blick auf das „Alte Testament“, konzipiert worden war.
Trobisch sieht Marcion bzw. dessen „Markionitisches Evangelium (Μαρκίωνα Ευαγγέλιο)“ als einen wichtigen Theologen des 2. Jahrhunderts an. Er vertritt, ähnlich weiteren von ihm zitierten Neutestamentlern etwa John Knox (1901–1990) und Joseph B. Tyson, die Auffassung, dass das marcionitische Evangelium mit einer ursprünglichen Fassung des Lukasevangeliums, eines der ersten Evangelien überhaupt sei und das spätere Evangelium nach Lukas und die dem Autor zugeschriebene Apostelgeschichte nur als Antwort auf das marcionitische Evangelium hin verfasst worden sei.

## Werke
- Pimpelhubers Abenteuer in Afrika, Amerika und Deutschland. Erzählt von David Trobisch, genannt Pimpelhuber, ins Reine geschrieben von Walter Trobisch. Illustrationen von Eva Bruchmann. Stuttgart: Evangelischer Missionsverlag; Lahr/Schwarzwald: Kaufmann 1968

Schwedische Ausgabe: Oturspojkens äventyr i Afrika, Amerika och Tyskland : David Trobisch, kallad Oturspojken, berättar; Hans far, Walter Trobisch, har renskrivit. [Stockholm]: EFS-Förlaget 1969
Lizenzausgabe Wuppertal: Brockhaus 1972, ISBN 3-417-00371-7 (= Kleine R.-Brockhaus-Bücherei 96); 2. Auflage 1975; 3. Auflage 1976; 4. Auflage 1981; 5. Auflage 1987; 6. Auflage 1989; 7. Auflage 1992; 8. Auflage 2000
- Die Entstehung der Paulusbriefsammlung: Studien zu den Anfängen christlicher Publizistik. Freiburg, Schweiz: Universitäts-Verlag; Göttingen: Vandenhoeck & Ruprecht 1989, zugl.: Heidelberg, Univ., Diss., 1988, ISBN 3-525-53911-8 (Vandenhoeck & Ruprecht), ISBN 3-7278-0640-0 (Univ.-Verl.) (= Novum testamentum et orbis antiquus 10)

Englische Ausgabe:  Paul's Letter Collection: Tracing the Origins. Minneapolis: Fortress Press 1994
- (Hrsg.): In dubio pro Deo : Heidelberger Resonanzen auf den 50. Geburtstag von Gerd Theißen am 24. April 1993. Festgehalten von David Trobisch. [Heidelberg]: D. Trobisch 1993
- Die Paulusbriefe und die Anfänge der christlichen Publizistik. Gütersloh: Kaiser 1994, ISBN 3-579-05135-0 (= Kaiser-Taschenbücher 135)
- Die Endredaktion des Neuen Testamentes: eine Untersuchung zur Entstehung der christlichen Bibel. Freiburg, Schweiz: Universitäts-Verlag; Göttingen: Vandenhoeck & Ruprecht 1996, zugl.: Heidelberg, Univ., Habil.-Schr., 1994, ISBN 3-525-53933-9 (Vandenhoeck & Ruprecht), ISBN 3-7278-1075-0 (Univ.-Verl.) (= Novum testamentum et orbis antiquus 31)

Englische Ausgabe: The first edition of the New Testament. Oxford; New York: Oxford University Press 2000, ISBN 0-19-511240-7
- Mormonen – die Heiligen der letzten Zeit? Neukirchen-Vluyn: Bahn 1998, ISBN 3-7615-4956-3  (= Apologetische Themen 11)
- Ein Clown für Christus: die ganz andere Geschichte über Paulus und seine Zeit. Gütersloh: Gütersloher Verlagshaus 2010, ISBN 978-3-579-06497-0
- War Paulus verheiratet? : und andere offene Fragen der Paulusexegese. Gütersloh: Gütersloher Verlagshaus 2011, ISBN 978-3-579-08125-0
- Die 28. Auflage des Nestle-Aland: eine Einführung. Stuttgart: Deutsche Bibelgesellschaft 2013, ISBN 978-3-438-05141-7; 2., korrigierter Druck [2014?]